# Khaled Saad
Khaled Saad Sallam Al Malta'ah (Amman, 14 novembre 1981) è un ex calciatore giordano, di ruolo difensore.

## Caratteristiche tecniche
Era un terzino sinistro.

## Carriera

### Nazionale
Ha debuttato in Nazionale il 13 febbraio 2002, nell'amichevole Lituania-Giordania (0-3). Ha messo a segno la sua prima rete con la maglia della Nazionale il 23 luglio 2004, in Giordania-Kuwait (2-0), siglando la rete del momentaneo 1-0 al 92º minuto. Ha partecipato, con la Nazionale, alla Coppa d'Asia 2004. Ha collezionato in totale, con la maglia della Nazionale, 46 presenze e 5 reti.

## Palmarès

### Club

#### Competizioni nazionali
- Campionato giordano di calcio: 4

Al-Faisaly: 2002-2003, 2003-2004, 2009-2010, 2011-2012
- Campionato libanese di calcio: 1

Nejmeh: 2008-2009
- Coppa della Giordania: 3

Al-Faisaly: 2002-2003, 2003-2004, 2004-2005
- Supercoppa della Giordania: 2

Al-Faisaly: 2004, 2006
- Jordan FA Shield: 1

Al-Faisaly : 2007-2008
- Coppa d'Egitto: 1

Zamalek: 2007-2008
- Coppa dell'Oman: 1

Fanja: 2014

#### Competizioni internazionali
- Coppa dell'AFC: 2 :

Al-Faisaly: 2004-2005, 2005-2006